# Episoriculus macrurus
Episoriculus macrurus is een zoogdier uit de familie van de spitsmuizen (Soricidae). De wetenschappelijke naam van de soort werd voor het eerst geldig gepubliceerd door Blanford in 1888.